# Robert Silva
 For alternative betydninger, se Robert Silva. (Se også artikler, som begynder med Robert Silva)
Robert Vinicius Rodrigues Silva (født 13. april 2005), blot kendt som Robert, er en brasiliansk fodboldspiller, der spiller som angriber for den danske superligaklub F.C. København på en lejeaftale fra brasilianske Cruzeiro.

## Karriere
Robert er født i Pirapora, Minas Gerais, og blev en del af Cruzeiros ungdomssetup i en alder af 11. Den 25. maj 2021 underskrev han sin første professionelle kontrakt med klubben.
Han fornyede den 9. juni 2023 sin kontrakt med klubben indtil 2027.  Han fik sin professionelle - og Série A - debut den 8. juli 2023 hvor han blev indskiftet i anden halvleg i en 1-0 udesejr over Vasco da Gama.
Den 6. august 2024 blev det offentliggjort, at F.C. København havde indgået en lejeaftale med Cruzeiro om Robert for 2024/25-sæsonen. Aftalen indeholder en købsoption.